# 哥斯大黎加雙冠麗魚
哥斯大黎加雙冠麗魚，為輻鰭魚綱鱸形目隆頭魚亞目慈鯛科的其中一種，分布於中美洲哥斯大黎加大西洋岸的淡水流域，體長可達13.5公分，棲息在溪流的中底層水域，屬雜食性，以水生昆蟲等為食，生活習性不明。

## 擴展閱讀
維基物種上的相關：哥斯大黎加雙冠麗魚